# Ovifat

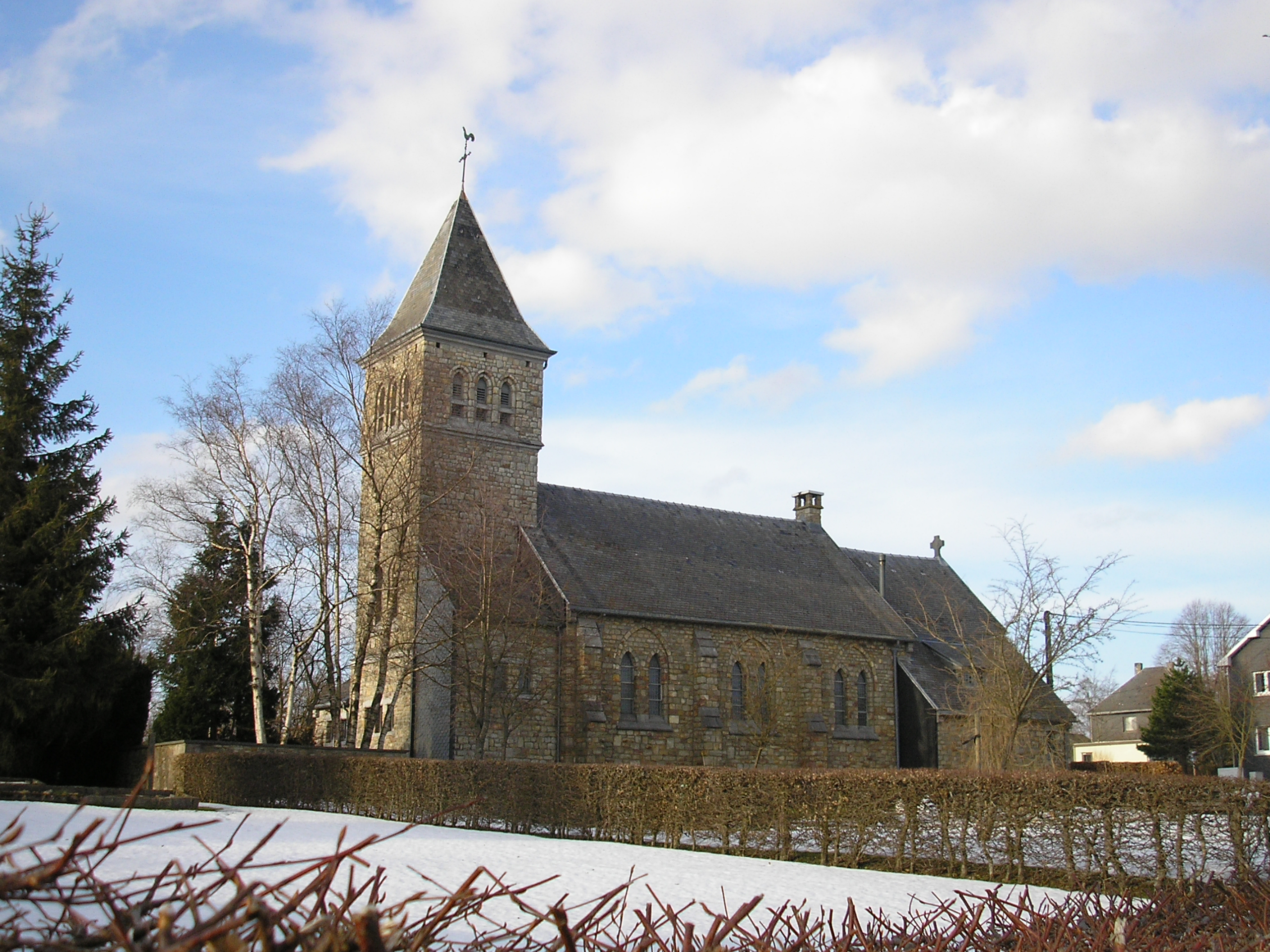
De Sint-Remacluskerk van Ovifat.

Ovifat (Duits: Fischvenn) is een dorp in de Hoge Venen dat behoort tot de deelgemeente Robertville in de fusiegemeente Weismes, in de Belgische provincie Luik.
Nabij Ovifat bevindt zich de burcht Reinhardstein. Deze is gebouwd in de 14e eeuw en is particulier bezit. De burcht bevindt zich op een rotspunt in het dal van het riviertje de Warche en is de hoogst gelegen burcht van België.
Het dorp en zijn omgeving behoren tot het natuurreservaat de Hoge Venen.
Ovifat is een van de weinige plaatsen in België waar het alpineskiën beoefend kan worden. Het skigebied is het grootste van België met vier skiliften en de enige rode skipiste van België.
Deelgemeenten: Faymonville · Robertville · Weismes

Overige kernen: Bruyères · Champagne · Gueuzaine · Libomont · Ondenval · Outrewarche  · Ovifat · Remonval · Sourbrodt · Steinbach · Thirimont · Walk

Belgische gemeenten · arrondissement Verviers · provincie Luik · Wallonië